# Where The Sour Turns To Sweet
«Where The Sour Turns To Sweet» (en castellano: «Donde lo amargo se torna dulce») es una canción de la banda inglesa de rock progresivo Genesis y fue incluida en su primer álbum From Genesis to Revelation. La canción es la tercera del álbum (la primera en algunas ediciones) y fue escrita para seguir con el concepto original del álbum, acerca de la historia del universo.
Según sus letras, la canción es una invitación para "desprenderte de tu horrible concha egoísta" (es decir tu cuerpo físico) y "para fundirte en las resplandecientes llamas" (del creador), ya que la canción relata los orígenes del hombre. Palabras como "luz de sol", "paz" y "arco iris" aparecen a lo largo de la canción, dándole un potente sabor. 
"Where The Sour Turns To Sweet" comienza con piano y chasquidos de dedos, hasta llegar a un majestuoso coro con voces armónicas, similares a las encontradas posteriormente en canciones como "Visions of Angels" del álbum Trespass. Los arreglos de cuerdas agregados por Jonathan King, el productor de la banda en ese momento, tienden a disminuir el impacto de la canción. Fue lanzada por primera vez al mercado en junio de 1969 como un corte del álbum en un disco simple, junto a la canción "In Hiding" también de la placa From Genesis to revelation; pero no llegó a aparecer en los rankings.
Fue parte de los primeros conciertos en vivo de Genesis, pero no existe ninguna grabación de la misma, ya sea oficial o no oficial. Una versión remasterizada de esta canción, sin cuerdas, puede ser encontrada en el álbum Genesis Archive 1967-75. El grupo de rock progresivo americano Echolyn grabó una muy buena versión de esta canción y se encuentra incluida en su álbum When the Sweet Turns Sour.
- Datos: Q5577416